# Колеїна
Колеїна (біл. вёска Каляіна) — село в складі Червенського району Мінської області, Білорусь. Село підпорядковане Лядівській сільській раді, розташоване в центральній частині області.